# Bothrops punctatus
Espèce
Synonymes
- Lachesis punctatus Garcia, 1896
- Lachesis monticelli Peracca, 1910
- Bothrops leptura Amaral, 1923
- Bothrops monticelli (Peracca, 1910)
- Bothriechis mahnerti Schätti & Kramer, 1991
- Bothriopsis punctata (Garcia, 1896)

Bothrops punctatus est une espèce de serpents de la famille des Viperidae. 

## Répartition
Cette espèce se rencontre jusqu'à 2 000 m d'altitude dans le sud-est du Panamá, dans l'ouest de la Colombie et dans le nord-ouest de l'Équateur.

## Description
C'est un serpent venimeux.

## Publication originale
- Garcia, 1896 : Los Ofidios Venenosos del Cauca. Métodos empíricos y racionales empleados contra los accidentes producidos por la mordedura de esos reptiles. Cali, Librería Colombiana, p. 1-102 (texte intégral).